# 魚津市立清流小学校
魚津市立清流小学校（うおづしりつ せいりゅうしょうがっこう）は、富山県魚津市吉島にある公立小学校。

## 概要
魚津市の加積・天神・片貝・西布施の4地区を通学区域としている。
校舎は1971年築の旧吉島小学校（鉄筋3階建て）の校舎を使用しており、地元から建て替えを望む声があるものの、2013年度に耐震化されるなどの改修を経て安全性を確保していることから、「劣化に対する回復工事、社会的要求に対応する機能向上工事を実施して長寿命化を目指す」として現校舎の使用を続けるとしている。
校章は、清流の頭文字「S」と統合された3校を表現する川の流れをデザインしている。

## 沿革
前身の各小学校については、各学校の記事の沿革の項を参照。
- 2016年（平成28年）4月 - 魚津市立吉島小学校・魚津市立片貝小学校・魚津市立西布施小学校の3校が統合し発足[3]。これに合わせれエアコンの設置や照明のLED化などの校内改修が実施された[1]。

## 周辺
- 富山県道128号阿弥陀堂魚津停車場線
- 国道8号魚津バイパス
- 富山労災病院
- 新川高等学校